# 柴田寛子
柴田寛子（しばた ひろこ）は日本の弁護士、ニューヨーク州弁護士。専門はM&A、民事訴訟。

## 人物・来歴
東京大学法学部第1類（私法コース）卒業。2001年 弁護士登録（第一東京弁護士会）。2007年 カリフォルニア大学バークレー校ロースクール修了。LL.M。2008年 ニューヨーク州弁護士登録。2008年から2009年の間は外務省国際法局条約課に勤務。
2010年に37歳で結婚。妊娠がわかったのが、パートナー選考に推薦される直前であったため、辞退し、1年後にパートナーに昇格した。
投資協定仲裁については、その費用、負担が大きいものの、投資家が、懸案の事項について投資協定仲裁の利用可能性をあることを知っていれば、投資受入国と和解交渉を含め問題解決を有利に進める材料となり得るため、対外投資に関する紛争の解決を図るためには投資協定仲裁の利用を検討すべきとしている。

## 著作

### 共編
- （有吉尚哉、森田多恵子）『債権法実務相談』（商事法務、2020年7月）
- （落合誠一、太田洋）『会社法制見直しの視点』（商事法務、2012年3月）